# Moses Kipsiro
Moses Ndiema Kipsiro (né le 2 septembre 1986 à Singare) est un athlète ougandais spécialiste des courses de fond.

## Carrière
Il se révèle lors des Championnats d'Afrique 2006 en remportant la médaille d'or du 10 000 mètres et la médaille de bronze du 5 000 mètres. Sur cette distance, il se classe dès l'année suivante troisième des Championnats du monde d'Osaka, derrière l'Américain Bernard Lagat et le Kényan Eliud Kipchoge. Plus tard dans la saison, l'Ougandais descend pour la première fois de sa carrière sous les 13 minutes au 5 000 m en réalisant le temps de 12 min 50 s 72 lors du Mémorial Van Damme de Bruxelles.
En 2008, Moses Kipsiro échoue au pied du podium des Jeux olympiques de Pékin (13 min 10 s 56) puis prend la deuxième place de la Finale mondiale de l'IAAF derrière le Kényan Edwin Soi. L'année suivante, à Amman en Jordanie, l'Ougandais remporte la médaille d'argent des Championnats du monde de cross-country, s'inclinant au sprint final face à l'Éthiopien Gebregziabher Gebremariam. Il participe aux Championnats du monde 2009 de Berlin et se classe quatrième du 5 000 mètres en établissant son meilleur temps de l'année en 13 min 18 s 11.
Il commence sa saison 2010 en décrochant la médaille de bronze des Championnats du monde de cross de Bydgoszcz, derrière Joseph Ebuya et Teklemariam Medhin. Aligné sur 10 000 m lors des 17e Championnats d'Afrique se déroulant à Nairobi, au Kenya, Moses Kipsiro se classe deuxième de la finale derrière le Kényan Wilson Kiprop. Sélectionné dans l'équipe d'Afrique lors de la première édition de la Coupe continentale d'athlétisme, à Split, il prend la deuxième place du 3 000 mètres et du 5 000 mètres, s'inclinant à chaque fois face à Bernard Lagat. Début octobre à New Delhi, Moses Kipsiro remporte la médaille d'or du 5 000 m des Jeux du Commonwealth (13 min 31 s 25) où il devance de justesse le Kényan Eliud Kipchoge, et s'impose par ailleurs sur 10 000 m devant Daniel Salel.

## Palmarès
| Année | Compétition                    | Lieu       | Place | Épreuve  |
| ----- | ------------------------------ | ---------- | ----- | -------- |
| 2006  | Championnats d'Afrique         | Bambous    | 3e    | 5 000 m  |
| 2006  | Championnats d'Afrique         | Bambous    | 1er   | 10 000 m |
| 2006  | Jeux du Commonwealth           | Melbourne  | 7e    | 5 000 m  |
| 2007  | Jeux africains                 | Alger      | 1er   | 5 000 m  |
| 2007  | Championnats du monde          | Osaka      | 3e    | 5 000 m  |
| 2007  | Finale mondiale                | Stuttgart  | 7e    | 3 000 m  |
| 2008  | Championnats du monde de cross | Édimbourg  | 13e   | Senior   |
| 2008  | Jeux olympiques                | Pékin      | 4e    | 5 000 m  |
| 2008  | Finale mondiale                | Stuttgart  | 2e    | 5 000 m  |
| 2009  | Championnats du monde de cross | Amman      | 2e    | Senior   |
| 2009  | Championnats du monde          | Berlin     | 4e    | 5 000 m  |
| 2010  | Championnats du monde de cross | Bydgoszcz  | 3e    | Senior   |
| 2010  | Championnats d'Afrique         | Nairobi    | 4e    | 5 000 m  |
| 2010  | Championnats d'Afrique         | Nairobi    | 2e    | 10 000 m |
| 2010  | Coupe continentale             | Split      | 2e    | 3 000 m  |
| 2010  | Coupe continentale             | Split      | 2e    | 5 000 m  |
| 2010  | Jeux du Commonwealth           | New Delhi  | 1er   | 5 000 m  |
| 2010  | Jeux du Commonwealth           | New Delhi  | 1er   | 10 000 m |
| 2011  | Jeux africains                 | Maputo     | 1er   | 5 000 m  |
| 2012  | Championnats du monde en salle | Istanbul   | 7e    | 3 000 m  |
| 2012  | Jeux olympiques                | Londres    | 15e   | 5 000 m  |
| 2012  | Jeux olympiques                | Londres    | 10e   | 10 000 m |
| 2013  | Championnats du monde          | Moscou     | 13e   | 10 000 m |
| 2014  | Jeux du Commonwealth           | Glasgow    | 1er   | 10 000 m |
| 2015  | Great South Run                | Portsmouth | 1er   | 10 miles |
| 2016  | Marathon de New York           | New York   | 7e    | Marathon |

### Records
| Épreuve      | Épreuve  | Performance    | Lieu       | Date              |
| ------------ | -------- | -------------- | ---------- | ----------------- |
| En plein air | 1 500 m  | 3 min 37 s 60  | Watford    | 15 juin 2008      |
| En plein air | 3 000 m  | 7 min 30 s 95  | Monaco     | 28 juillet 2009   |
| En plein air | 5 000 m  | 12 min 50 s 72 | Bruxelles  | 14 septembre 2007 |
| En plein air | 10 000 m | 27 min 04 s 48 | Birmingham | 22 juin 2012      |